# Укрнаука
Укрнаука (Упрнаука), Українське головне управління науковими установами при Народному комісаріаті освіти УСРР — орган адміністративного керівництва науково-дослідними та науково-допоміжними (крім архівів) установами УСРР. Створене 1924 року на базі Наукового комітету Головного управління професійної освіти Наркомосу УСРР. 1931 року реорганізована в сектор науки Наркомосу УСРР. 

## Завдання й очільники
Укрнаука директивно визначала пріоритетні напрями наукових досліджень, керувала роботою науково-дослідних установ та громадських наукових товариств, вирішувала питання про присудження наукових ступенів і вчених звань, проводила перевірки (у тому числі ідеологічні) наукових працівників та науково-дослідних закладів.
Укрнауку очолювали:
- Ян Ряппо (1924)
- Семен Семковський (1924—25)
- Матвій Яворський (1925—27)
- Юрій Озерський (1927—30).

Усі структурні підрозділи Укрнауки та її уповноважені на місцях підлягали заступнику наркома освіти УСРР Яну Ряппо.
Уповноваженим Укрнауки у Києві був Леонід Левитський .

## Науково-дослідні кафедри
На противагу ВУАН, яка вважалася радянською владою консервативною та націоналістичною, Наркомпрос УСРР у 1921 році розпочав створення мережі науково-дослідних кафедр при інститутах народної освіти (колишніх університетах). Спочатку кафедри створювалися лише в Харкові. На кінець 1921 року були відкрито 38 кафедр, серед них за тематикою:
- Сільськогосподарські (4)
- Індустріально-технічні (12)
- Ветеринарні (2)
- Фізико-математичні (8)
- Хімічні (2)
- Біологічні (2)
- Соціальні (8)

Станом на початок 1922 року було створено 109 кафедр, 23 з яких у Києві; до кінця року їх було вже 191. До складу кафедр входили 320 дійсних членів, 203  наукових  працівники,  609  аспірантів.
У 1924 році всі ці кафедри, а також інші наукові установи перейшли до підпорядкування Укрнауки. Не всі створені кафедри проіснували довго: під кінець 1925 року їх лишилося тільки 94. Крім того, до Укрнауки належало 8 науково-дослідних інститутів, а також 6 астрономічних і метеорологічних лабораторій. 
До кінця 1926 року працювали 11 медичних науково-дослідних кафедр (6 в Харкові, 2 в Києві, 3 в Одесі), майже для всіх них припинилося фінансування з переведенням медінститутів з підпорядкування від Наркомпросу до Наркомздраву.
У 1931-1934 роках науково-дослідні кафедри та інститути Укрнауки були передані до складу ВУАН.

### Деякі кафедри
- геофізики та сільськогосподарської метеорології; голова Борис Срезневський, 1921-1926
- електротехніки;
- теплотехніки; голова Трохим Усенко, 1926-1928[5]
- зоотехнії; голова Василь Устьянцев
- математики КІНО; голова Дмитро Граве, 1922-1934[6]
- ботаніки КІНО; голова Олександр Фомін, 1922-1927 (перетворена на Інститут ботаніки НКО)[7]
- зоології КІНО; голова Іван Шмальгаузен, 1922-1930[8]
- мовознавства КІНО; голова Агатангел Кримський, 1923-1932[9]
- фізики КІНО [10]
- педології КІНО; голова Валентина Радзимовська (1923-1929), І.Б. Селіханович (1929-1930), 1923-1930[11]
- київська кафедра педології; голова Степан Ананьїн, 1921-1930 [2]
- одеська кафедра педології; голова М. М. Тарасевич, 1921-1924[2]
- Поділля; голови Є.Д. Сташевський (1922-1923), Пилип Клименко (1923-1925), І. А. Любарський (1925-1933), 1922-1933[12]
- історії України при ХІНО; голова Дмитро Багалій (1921-1932), Дмитро Похилевич (1932-1933), 1921-1934[13]
- Ніжинська НДК історії культури та мови; 1922-1930[14]
- НДК експериментальної патології (Харків); голова Олександр Репрєв (1925-1930)

У Харкові також працювали кафедри фізіології (зокрема Я. Постоєв), мікробіології і епідеміології (зокрема Орлов, М. Мельник), зоології (зокрема В. Паулі).

## Інститути
- Український науково-дослідний інститут педагогіки (до 1925 року — харківська кафедра педології, до 1926 — кафедра педагогіки); голова О. І. Попов, 1923—1934[2]